# Franz von Močnik

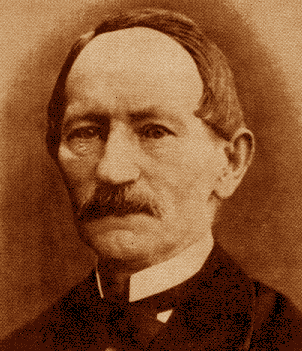
Porträtfoto von Franz von Močnik (Fotoatelier Leopold Bude)

Franz von Močnik (Nobilitierung: Juli 1871), später Franz Ritter von Močnik (Erhebung in den Ritterstand: Januar 1872) (* 1. Oktober 1814 in Cerkno, Grafschaft Görz, Königreich Illyrien, Kaisertum Österreich als Franz Seraphin Močnik; † 30. November oder 1. Dezember 1892 in Graz, Österreich-Ungarn), war ein österreichischer Mathematiker, Hochschullehrer, Schulbuchautor und Schulinspektor auf verschiedenen Ebenen.

## Leben
Franz von Močnik wurde am 1. Oktober 1814 in der Ortschaft Cerkno (Grafschaft Görz) im damaligen Königreich Illyrien als Sohn eines Bauern geboren. Seine Schulbildung absolvierte er unter anderem am Gymnasium und am Lyzeum von Laibach, wo er sich unter der Leitung von Leopold Karl Schulz von Straßnitzki insbesondere auf das Fach Mathematik konzentrierte. Er war unter anderem auch als Privatlehrer für Mathematik tätig; so gehörte Constantin von Wurzbach zu den Schülern, die bei ihm Privatunterricht nahmen. Am Priesterseminar von Görz absolvierte Močnik von 1833 bis 1836 ein theologisches Studium, ehe er im Jahre 1836 die vierte Hauptschulklasse an der Görzer Normalschule übernahm. An dieser Schule unterrichtete er bis 1846 und absolvierte parallel dazu an der Universität Graz ein Mathematikstudium, das er im Jahre 1840 als Dr. phil. abschloss.
In weiterer Folge war er von 1846 bis 1849 Professor für Elementarmathematik und Handelsrechnen an der Technischen Akademie Lemberg, die er im Jahr 1844 zur Technischen Akademie erhoben worden war. 1849 erhielt Močnik eine Professur im Fach Mathematik an der Universität Olmütz. Ab 1851 war er Schulrat und fungierte bis 1860 als Volksschulinspektor in Laibach, dann als Volks- und Realschulinspektor für Steiermark und Kärnten in Graz. Laut dem Biographischen Lexikon des Kaiserthums Oesterreich wurde er bereits 1850 zum Schulrat und Inspektor der Real- und Volksschulen in Krain ernannt. Laut Berichte in damaligen Tageszeitungen fungierte er anfangs als provisorischer Schulrat für Krain und wurde erst im Frühjahr 1855 zu einem wirklichen Schulrat ernannt. Als Inspektor für Krain bemühte er sich sehr um das Volksschulwesen, das bis zu diesem Zeitpunkt als vernachlässigt galt. In sein Wirken fiel die Veröffentlichung eines neuen Lehrplans für Hauptschulen, den er 1851 verfasste. Weiters sicherte er slowenischen Kindern in den Elementarschulen einen achtstündigen Unterricht in der Muttersprache pro Woche. Zusammen mit Andreas Praprotnik führte er in den Elementarschulen slowenische Lesebücher und damit die zweisprachige Schule in Krain ein. Im Sommer 1862 verlieh ihm Kaiser Franz Joseph in „Anerkennung seines vieljährigen verdienstlichen Wirkens“ das Ritterkreuz des Franz-Joseph-Ordens. Im Jahr 1869 stieg Močnik zum Landesschulinspektor (1. Klasse) für Volksschulen in der Steiermark auf und ging zwei Jahre später, im Sommer 1871, aus Gesundheitsgründen frühzeitig in den Ruhestand.
Noch im selben Jahr erfolgte aufgrund seiner erworbenen Verdienste seine Nobilitierung und er erhielt den Orden der Eisernen Krone III. Klasse. Im Januar 1872 erfolgte von Močniks Erhebung in den Ritterstand. Für die Weltausstellung 1873 in Wien wurde von Močnik im Frühjahr 1872 bei den drei Ausstellungs-Commissionen für Steiermark in die I. Ausstellungs-Commission in Graz gewählt. Von Močnik war zu diesem Zeitpunkt Direktor des ersten Grazer Gymnasiums, sowie Präsident des im selben Jahr vom Gewerbeverein, der 1837 von Erzherzog Johann gegründet worden war, gegründeten Steiermärkischen Kunstindustrievereins. Am 30. November oder 1. Dezember 1892 starb von Močnik 78-jährig in Graz, wo er nunmehr seit einigen Jahrzehnten gelebt hatte.
In wissenschaftlichen Kreisen wurde von Močnik vor allem durch seine Abhandlungen über die Theorie der numerischen Gleichungen bekannt. Er galt als erfahrener Praktiker und legte als solcher im Jahre 1844 der Hofstudienkommission Änderungsvorschläge für Lehrmethoden und Lehrbücher vor und gab in weiterer Folge selbst zahlreiche Lehrbücher für den Mathematikunterricht heraus. Weiters verfasste er eine entsprechende Unterrichtsmethodik, die er laufend ergänzte. Sehr verdient gemacht hatte sich von Močnik um den Fortschritt des mathematischen Unterrichts an allen unteren und mittleren Schulen Österreichs, aber auch in den Regionen des heutigen Kroatiens und Serbiens, wo seine Lehrbücher noch bis nach dem Ersten Weltkrieg bis Ende 1918 in Übersetzungen in Gebrauch waren. Zum Zeitpunkt seines Todes waren im Schuljahr 1892/93 an den Mittelschulen 36 seiner Bücher sowie an den Elementarschulen 59 Ausgaben in verschiedenen Sprachen in Verwendung. Die Schulbücher erschienen teilweise in unzähligen Auflagen. Seine Bücher galten als die ersten, an öffentlichen Lehranstalten eingeführten, auf streng wissenschaftlicher Grundlage gearbeiteten Lehrbücher, die sich durch klare Darstellung, leichtfassliche Methode und praktische Anwendbarkeit auszeichneten.
Zum 50. Todestag wurde von Močnik in den österreichischen Tageszeitungen gedacht.

## Familie
Seine Tochter Marie war mit dem Schuldirektor Gustav Ritter von Zeynek verheiratet. Das Ehepaar hatte drei Kinder (zwei Söhne und eine Tochter). Diese Kinder waren die Politikerin Olga Rudel-Zeynek (1871–1948), der Militär und Übersetzer Theodor von Zeynek (1873–1948), sowie der Hochschullehrer für medizinische Chemie und Pionier der Diathermie Richard von Zeynek (1869–1945).